# Zillertal
La Zillertal és la més gran entre les valls laterals de la Inntal, la vall del riu Inn, en el Tirol austríac. La vall, per on flueix el riu Ziller, és envoltada pels Alps de Zillertal al sud i a l'est, pels Alps de Kitzbühel a l'est i pels Alps del Tux a l'oest. El centre principal és Mayrhofen.

## Geografia

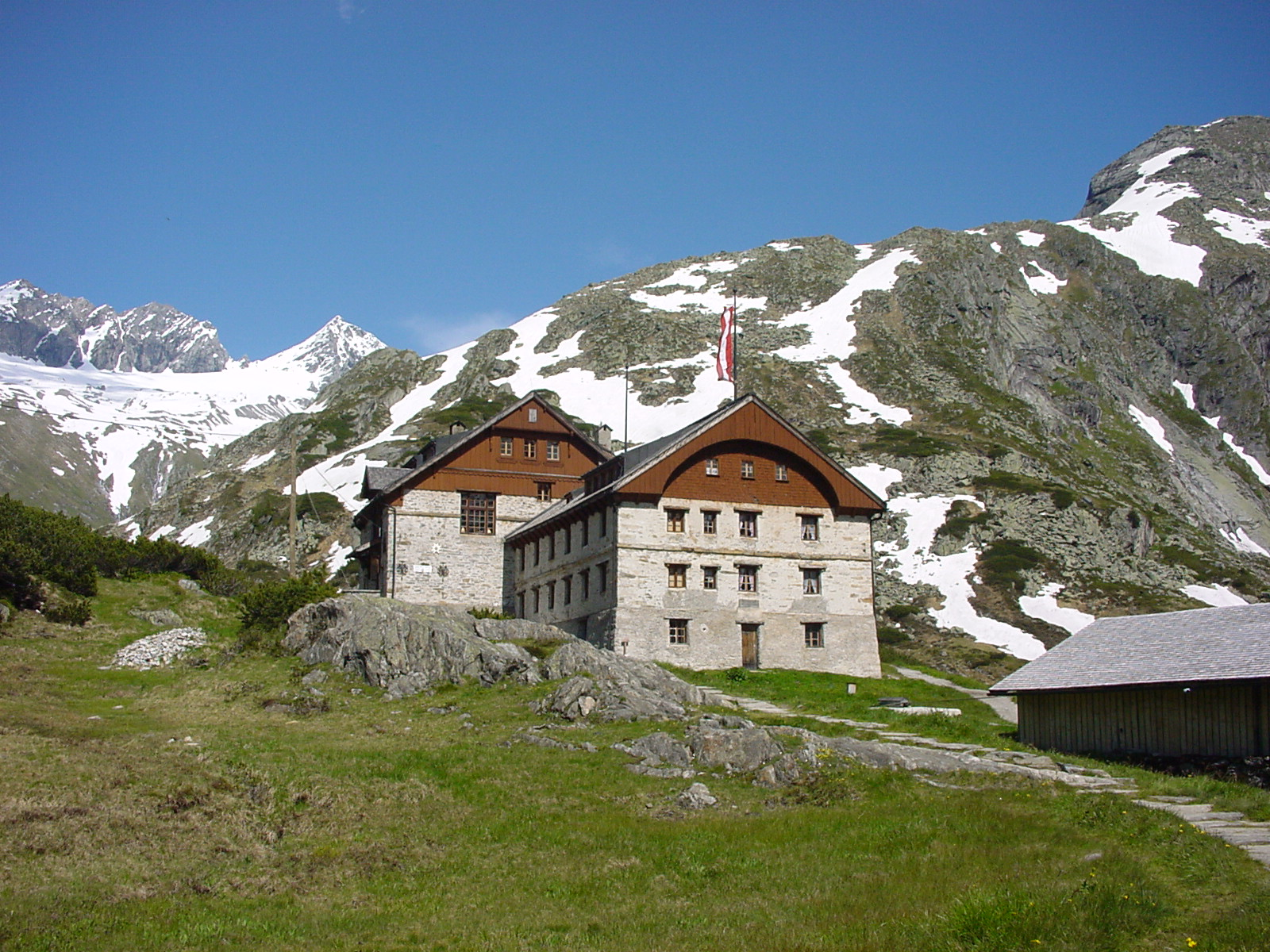
La Berliner Hütte en els Alps de Zillertal.

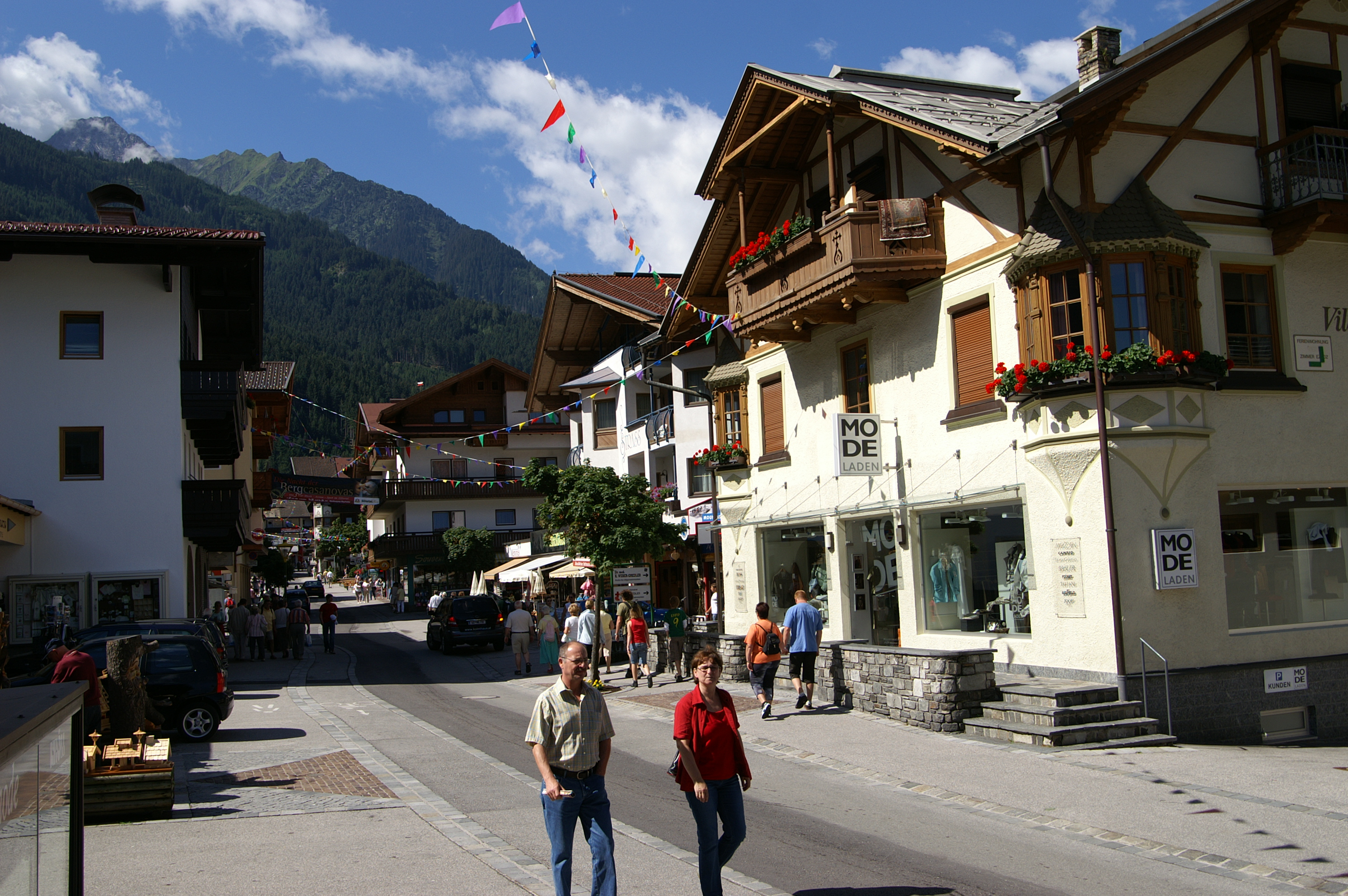
Carrer principal de Mayrhofen

La Zillertal es separa de la vall de l'Inn a la pressa de Jenbach, al voltant de 40 km al nord-est d'Innsbruck i corre després en direcció nord-sud. La vall va del llogaret de Strass im Zillertal a Mayrhofen, on se separa en quatre valls més petites: la Tuxertal i altres tres poc habitades, anomenades Gründe: Zamsergrund, Zillergrund i Stilluppgrund. Hi ha després al llarg de la vall altres dues Gründe i la Gerlostal, que porta al Gerlospass i d'aquí a l'Estat de Salzburg.
A diferència d'altres valls laterals de la vall de l'Eno, la Zillertal queda sempre més alta, però només al voltant de 100 m sobre 30 km. Els assentaments permanents ocupen el 9% de superfície de la vall.

## Història

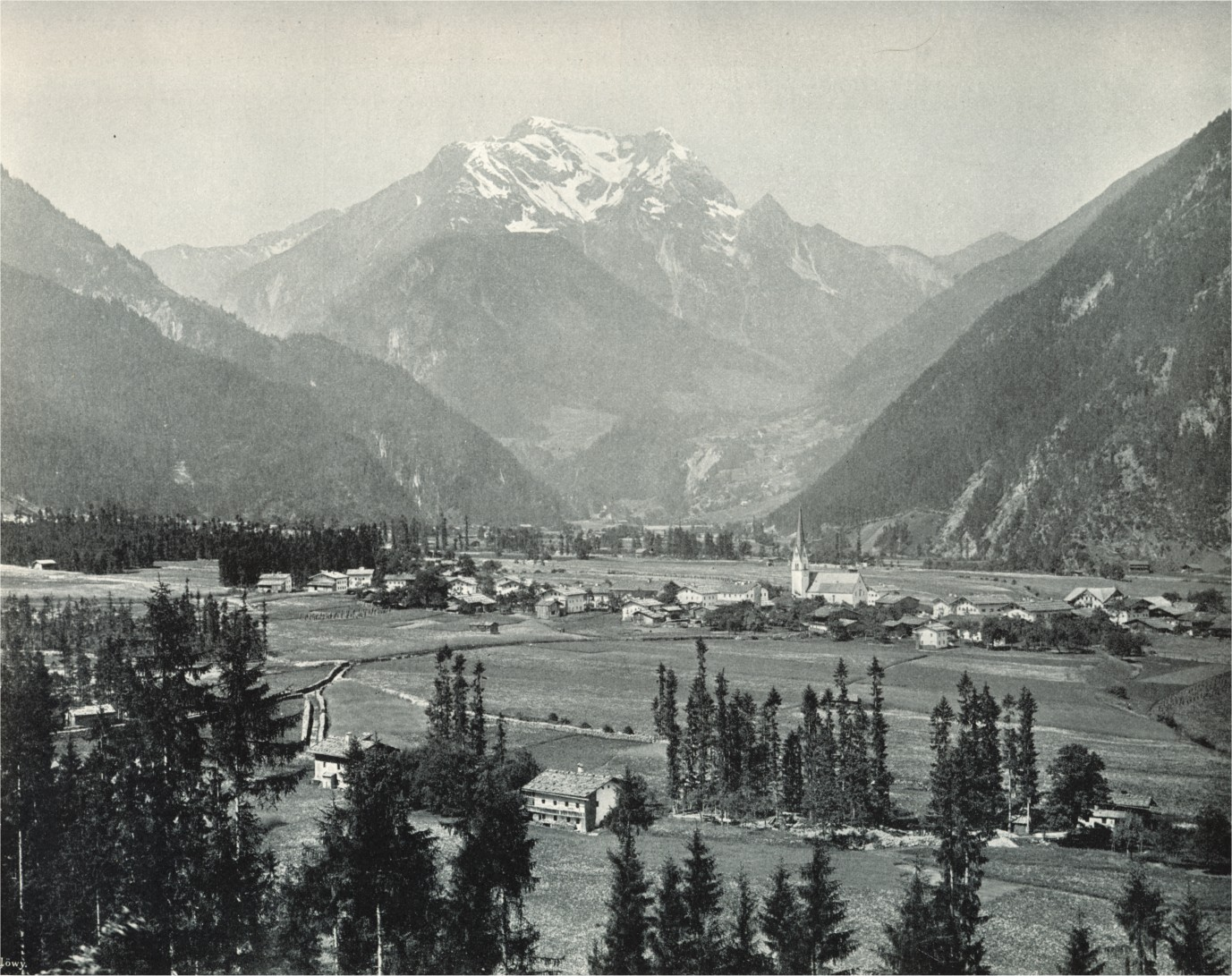
La Zillertal, cap a 1898

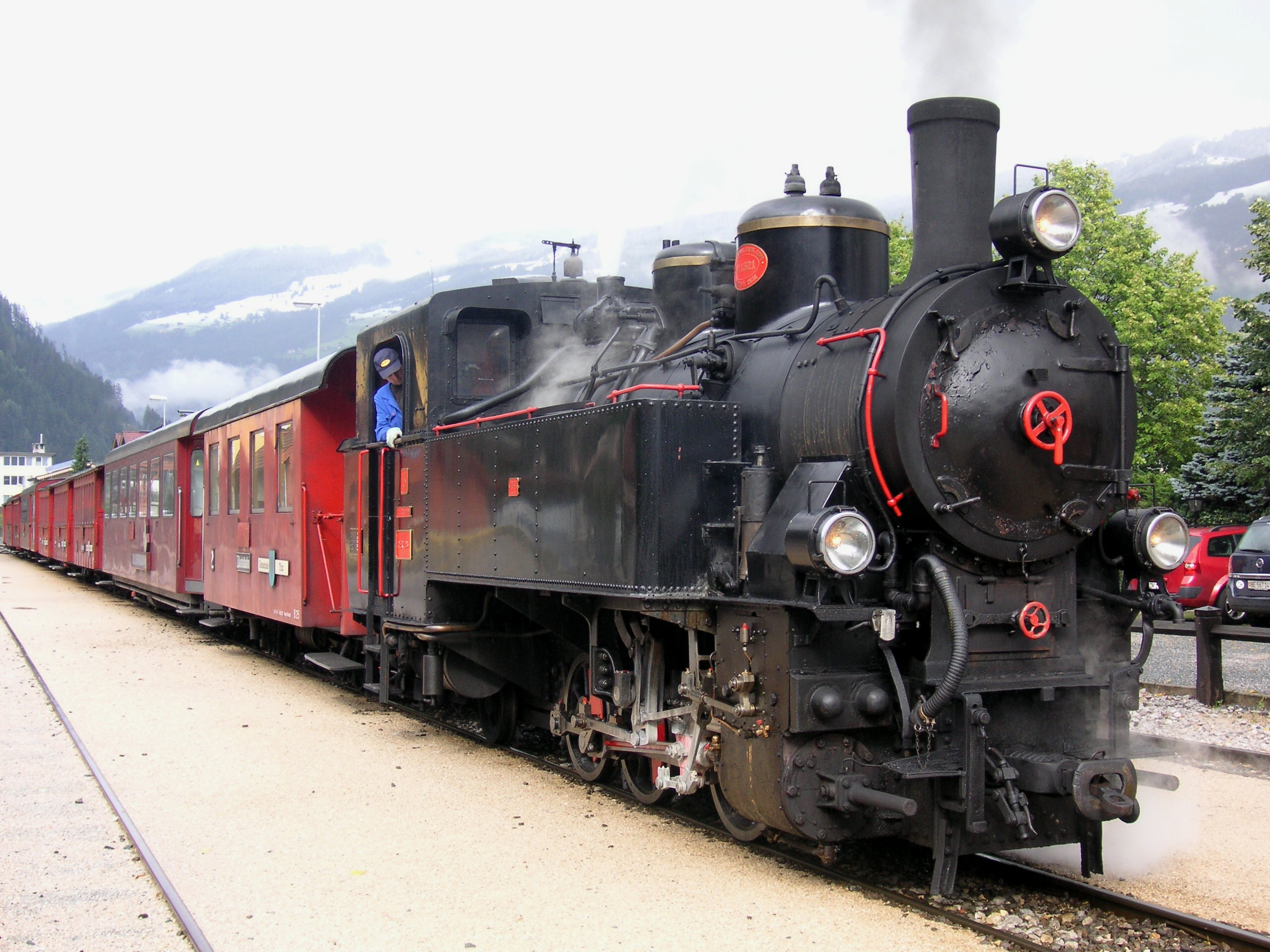
Tren a vapor de la Zillertalbahn

Restes arqueològiques que daten de la mitjana Edat de pedra han estat descobertes prop de la vall de Tuxerjoch, entre la Wipptal i la Tuxertal, i els més antics testimoniatges d'assentaments humans en la vall són d'època il·lirica (relativa a la tribu balcànica absorbida pels bavaresos) durant el final de l'edat del bronze i principis de l'edat del ferro.
El primer testimoniatge escrit de la Zillertal és del 889, quan Arnulf de Caríntia va concedir a l'Arquebisbe de Salsburg la "Cilarestal". La possessió de la vall va quedar dividida pel curs de la Ziller, divisió visible encara avui amb les esglésies de la riba dreta que tenen torres de color verd i pertanyen a la diòcesi de Salsburg i les de la riba esquerra amb torres roges i dependents de la diòcesi d'Innsbruck.
El 1248 les terres a l'oest de la Ziller van ser comprades pel Comtat del Tirol, mentre a l'est se cercava, entre 1290 i 1380, protecció amb els senyors de Rattenberg. El 1504, amb els Habsburg dominant tant el Tirol com l'Arxidiocesi de Salsburg, la Zillertal es va unir sota l'Emperador Maximilià I del Sacre Imperi Romanogermànic.
El 1805, el Tractat de Pressburg al final de la Tercera Coalició va obligar Àustria a cedir el Tirol a Baviera. A causa d'això la vall va ser unida a l'Estat de Salzburg quedant-se així amb Àustria. En canvi els habitants de la Zillertal es van unir a la insurrecció tirolesa del 1809 guiada per Andreas Hofer, amb la Batalla del Pont del Ziller (14 de maig). Després de la repressió pet la insurrecció, Zillertal és per poc temps bavaresa, fins al Congrés de Viena del 1814/1815.
Per bé que la tolerància religiosa va permetre petits nuclis de protestantisme des de l'època de la Reforma, aquests van ser més durament perseguides pel domini dels Habsburg el Segle XIX. El 1837, 437 habitants protestants de la Zillertal van deixar la valldesprés d'haver pogut triar entre la renuncia a la Confessió d'Augsburg i la emigració a Silèsia, on Frederic Guillem III de Prússia va oferir les seves terres i cases prop de Erdmannsdorf (avui Mysłakowice, a l'oest de Polònia).
El 1902 va ser construït el ferrocarril anomenat Zillertalbahn, que encara avui uneix Jenbach i Mayrhofen, obrint la vall, i la seva economia a la mineria, el comerç i el turisme. Del 1921 al 1976, s'extreu al voltant de les pastures de Schrofen i Wangl carbonat de magnesi (i després Tungstè), amb una llarga cinta transportadora de més de 9 km sobre la Tuxertal per portar el material a l'estació de mercaderies de la Zillertalbahn a la vall.

## Economia

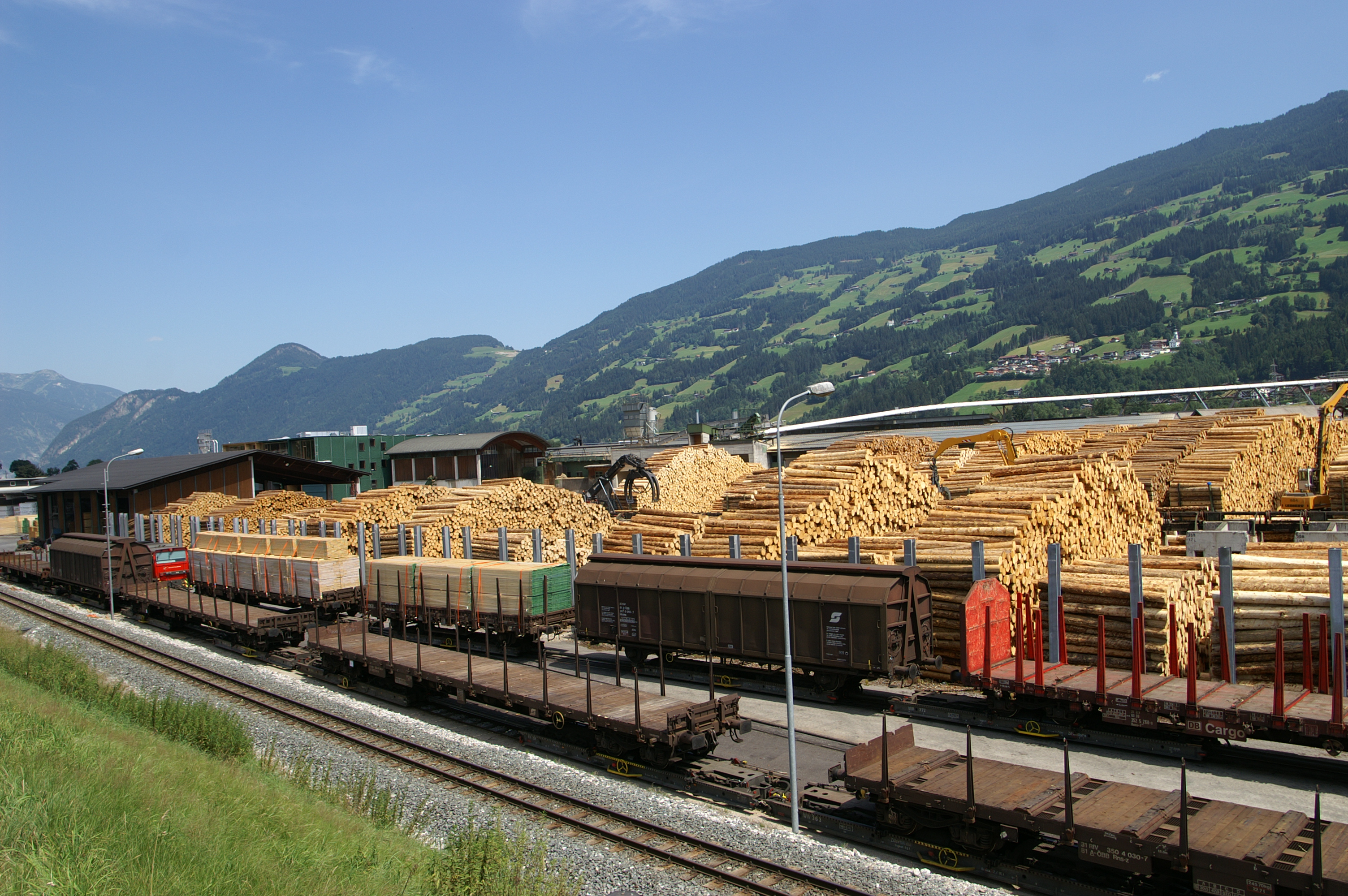
Serradora a Fügen

Amb la caiguda de la indústria minera, el turisme és converteix en la font econòmica primària de la vall a partir de la segona meitat del Segle XX. Al 2003 s'enregistraven 6 milions de nits de turistes en la vall, sobretot durant els mesos d'hivern. Després d'una fase de construcció de noves infraestructures, amb la creació de quatre zones d'esquí entre els anys noranta i 2000 la vall compta més de 170 remuntadors i 630 km de pistes.
L'agricultura tradicional - principalment ramaderia bovina i ovina i indústria làctia - és encara difusa, afavorint també la conservació del paisatge cultural tradicional. També la indústria de la fusta és molt potent, amb una gran Serradora en activitat als afores de Fügen, i altres indústries escampades per la vall. Quatre grans embassaments en la Gründe proveeixen aigua per vuit Central hidroelèctrica, que generen cada any més de 1.200 GWh.

## Cultura
La Zillertal destaca en particular per la seva tradició musical. Es diu que han estat algunes famílies de cantants viatgers i constructors d'òrgans de la vall els que han difós la Nadala Santa nit entre el Segle XIX i el xx. Més recentment, el grup Schürzenjäger, originari de la vall, ha tingut un gran èxit en els països germanics amb la seva música a mig camí entre Volksmusik i pop.